# 36th Street (lignes M et R du métro de New York)
Ne doit pas être confondu avec 36th Street (lignes D, N et R du métro de New York).
36th Street est une station à desserte locale sur la ligne IND Queens Boulevard du métro de New York. Située à l'intersection de la 36th Street et du Northern Boulevard dans le Queens, il est desservi par le service M en semaine, le service R à toute heure sauf la nuit, et le service E la nuit. Les trains F et <F> ne s'arrêtent pas à cette gare lorsqu'ils circulent.

## Histoire
La ligne Queens Boulevard a été l'une des premières lignes construites par le système de métro indépendant (IND) appartenant à la ville,,, et s'étend entre la ligne IND Eighth Avenue à Manhattan et la 179th Street et Hillside Avenue dans Jamaica, Queens,,. La ligne du Boulevard Queens a été en partie financée par un prêt et une subvention de l'administration des travaux publics (PWA) de 25 millions de dollars.
Le premier tronçon de la ligne, à l'ouest de l'avenue Roosevelt à la 50th Street, a ouvert le 19 août 1933. Les trains E circulaient localement jusqu'au terminal Hudson (l'actuel World Trade Center) à Manhattan, tandis que le GG (prédécesseur du service G actuel) fonctionnait comme un service de navette entre Queens Plaza et Nassau Avenue sur la ligne IND Crosstown,,.